# Església de Sant Medir de Cartellà
L'Església de Sant Medir de Cartellà és una església del municipi de Sant Gregori (Gironès). Església de planta rectangular absis posterior i cossos afegits lateralment. Coberta de teula àrab a dues vessants. Parets portants de pedra amb carreus a les cantonades i a la porta d'accés, feta amb brancals i llinda de pedra motllurada. A l'angle dret de la façana principal hi ha adossat un cos cilíndric construït amb carreus ben tallats, en el seu interior hi ha una escala de cargol de pedra per accedir al campanar de planta quadrada i carreus a la part superior. A la part posterior es conserva l'absis romànic. L'església originàriament havia tingut una sola nau amb absis, posteriorment se li va afegir una altra nau paral·lela i capelles laterals. La nau original és coberta amb volta de canó. Les parets interiors són arrebossades i pintades de color blanc, deixant vistos els elements de carreus.

## Història
L'origen d'aquesta església s'ha de buscar en la que bastiren els monjos del monestir de Sant Medir, probablement una construcció preromànica de la qual no en queden restes. Més tard fou refeta o substituïda per una de romànic llombard que ha anat sofrint variacions al llarg dels segles. El segle xviii va patir importants reformes o ampliacions.
Possiblement el Monestir de Sant Medir fou fundat a principis del segle ix (any 820), a mitjans del segle x els monjos abandonaren el monestir i l'església es convertí en una simple parròquia i durant segles depengué del monestir de Santa Maria d'Amer.